# خولیا فونس
خولیا فونس (به اسپانیایی: Julia Fons) یک خوانندهٔ سوپرانوی اپرا اهل اسپانیا بود.

## زندگی‌نامه
او زادهٔ شهر سویا بود، اما از سن ۸ سالگی به همراه خانواده‌اش به مادرید آمد و در همان‌جا سکنی گزید.
خولیا فونس در ربعِ ابتداییِ قرن بیستم، خواننده‌ای مشهور بود. او در سال ۱۹۰۳ به گروه اپرایی «کاسیمیرو اُرتاس» پیوست و یکی از هنرمندان مشهورِ اپرا در سالن نمایش «تئاترو اِسالبا» در مادرید بود.
از نقش‌های به یاد ماندنی او، اجرای نقش اصلی در نمایش «کاخ فرعون» بود که نخستین بار، در ۲۱ ژانویه ۱۹۱۰ میلادی در مادرید، بر روی صحنه رفت.
او در سال ۱۹۲۷ میلادی، از صحنه نمایش و اپرا کناره‌گیری کرد و در سال ۱۹۹۳ در مادرید درگذشت.